# Districtul Braga
Districtul Braga (portugheză Distrito de Braga) este un district în nordul Portugaliei, cu reședința în Braga. Are o populație de 831 638 locuitori și suprafață de 2 673 km².

## Municipii
- Amares
- Barcelos
- Braga
- Cabeceiras de Basto
- Celorico de Basto
- Esposende
- Fafe
- Guimarães
- Póvoa de Lanhoso
- Terras de Bouro
- Vieira do Minho
- Vila Nova de Famalicão
- Vila Verde
- Vizela